# Egernia stokesii
Espèce
Synonymes
- Silubosaurus stokesii Gray, 1845
- Silubosaurus zellingi De Vis, 1884

Egernia stokesii est une espèce de sauriens de la famille des Scincidae.

## Répartition
Cette espèce est endémique d'Australie. Elle se rencontre en Australie-Occidentale, dans le Territoire du Nord, au Queensland, en Australie-Méridionale et en Nouvelle-Galles du Sud.

## Liste des sous-espèces
Selon The Reptile Database (14 septembre 2012) :
- Egernia stokesii aethiops Storr, 1978
- Egernia stokesii badia Storr, 1978
- Egernia stokesii stokesii (Gray, 1845)
- Egernia stokesii zellingi (De Vis, 1884)

## Étymologie
Cette espèce est nommée en l'honneur de John Lort Stokes.

## Publications originales
- De Vis, 1884 : On new species of Australian lizards. Proceedings of the Royal Society of Queensland, vol. 1, p. 97-100 (texte intégral).
- Gray, 1845 : Catalogue of the specimens of lizards in the collection of the British Museum, p. 1-289 (texte intégral).
- Storr, 1978 : The genus Egernia (Lacertilia, Scincidae) in Western Australia. Records of the Western Australian Museum, vol. 6, no 2, p. 147-187 (texte intégral).